# Nová Ves nad Žitavou
Nová Ves nad Žitavou (bis 1927 slowakisch „Žitavská Nová Ves“; deutsch Neudorf, ungarisch Zsitvaújfalu) ist eine Gemeinde im Westen der Slowakei mit 1392 Einwohnern (Stand 31. Dezember 2024), die zum Okres Nitra, einem Teil des Nitriansky kraj gehört.

## Geographie

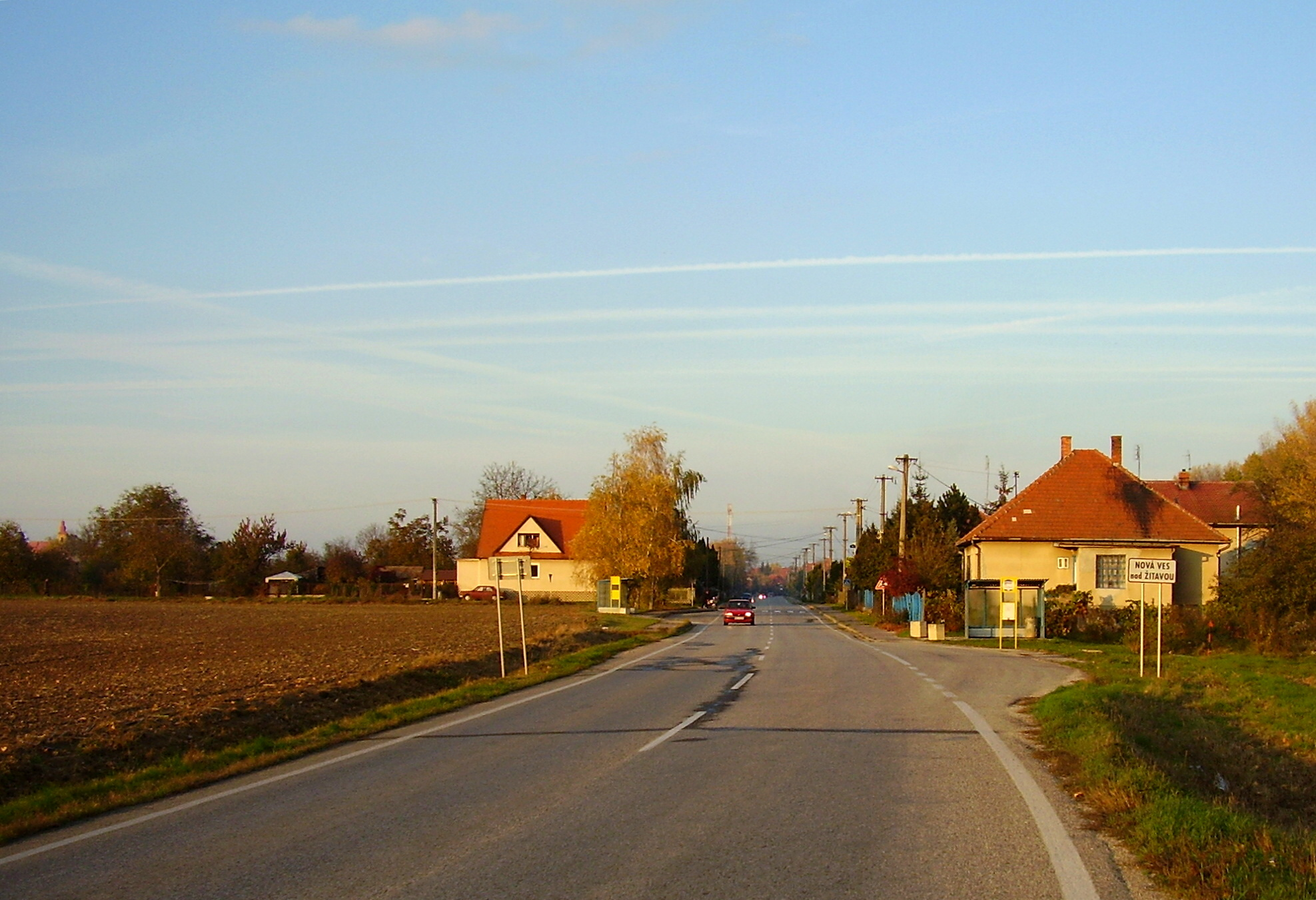
Nová Ves nad Žitavou, Ortseingang

Die Gemeinde befindet sich im Donauhügelland, genauer gesagt an der Grenze zwischen den Untereinheiten Žitavská pahorkatina und Pohronská pahorkatina. Durch den Ort fließt die namensgebende Žitava, die am unteren Ende den Bach Drevenica aufnimmt. Das Ortszentrum liegt auf einer Höhe von 152 m n.m. und ist sechs Kilometer von Vráble, 14 Kilometer von Zlaté Moravce sowie 20 Kilometer von Nitra entfernt.

## Geschichte
Nová Ves nad Žitavou wurde zum ersten Mal 1355 als Wyfalu schriftlich erwähnt. Eine Art Vorgänger war das Dorf Jovka (ungarisch Jóka), das 1229 als terra Joka erwähnt wurde und am gegenüberliegenden linken Ufer der Žitava lag. Im Ort lag eine Mautstelle, nahe der Grenze der Gespanschaften Neutra und Bars.

## Bevölkerung
| Jahr                | 1994 | 2004    | 2014    | 2024    |
| ------------------- | ---- | ------- | ------- | ------- |
| Anzahl der Personen | 1321 | 1273    | 1340    | 1392    |
| Unterschied         |      | −3,63 % | +5,26 % | +3,88 % |

| Jahr                | 2023 | 2024    |
| ------------------- | ---- | ------- |
| Anzahl der Personen | 1391 | 1392    |
| Unterschied         |      | +0,07 % |

Ergebnisse nach der Volkszählung 2001 (1294 Einwohner):
| Nach Ethnie: - 99,00 % Slowaken - 0,39 % Magyaren - 0,39 % Tschechen | Nach Konfession: - 93,51 % römisch-katholisch - 4,33 % konfessionslos - 1,47 % keine Angabe |

## Sehenswürdigkeiten

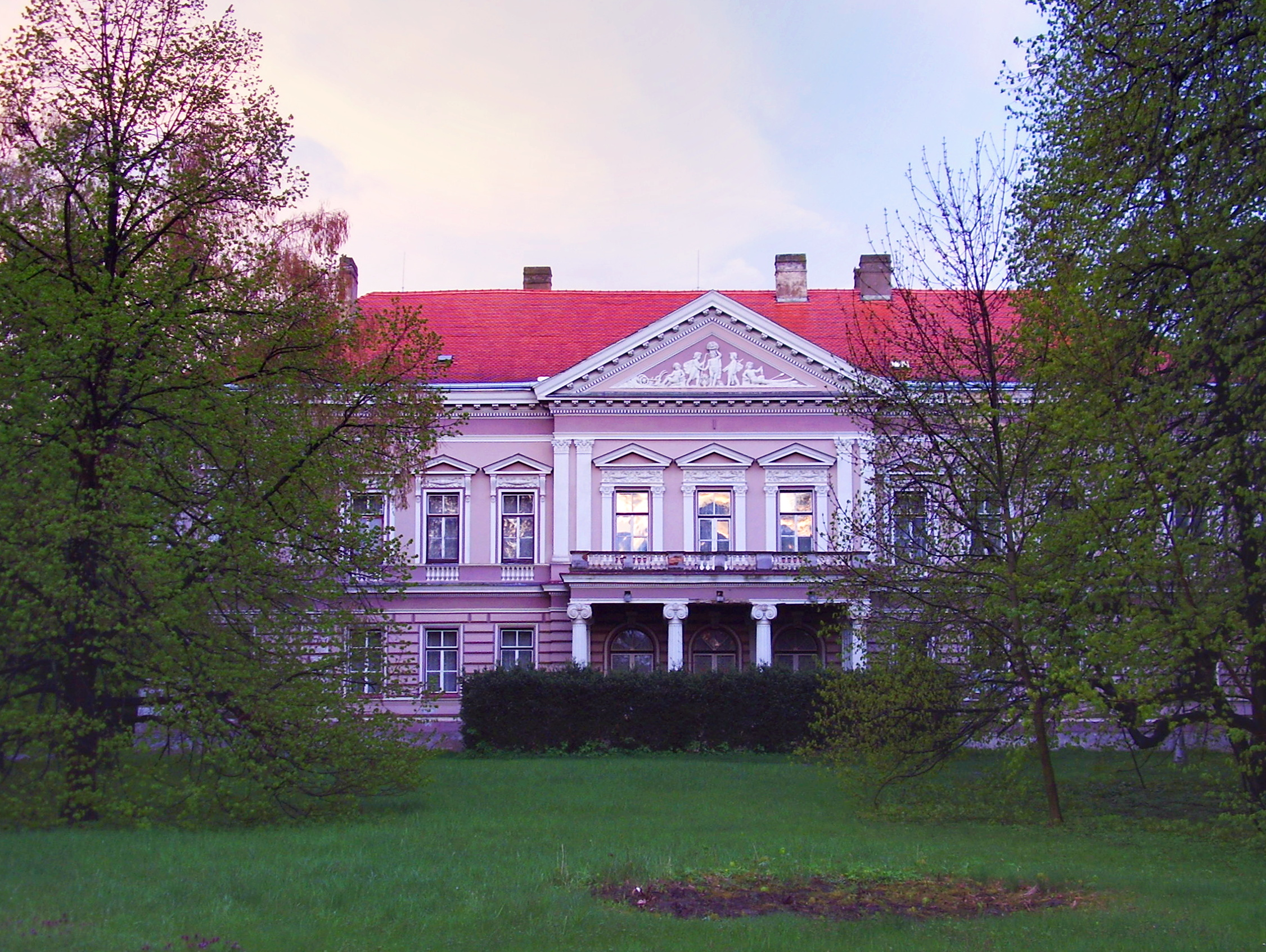
Klobušický-Landschloss

- römisch-katholische Thomaskirche aus dem Jahr 1789
- Berchtold-Landschloss aus dem Anfang des 18. Jahrhunderts, ursprünglich im barocken Stil, heute im klassizistischen Stil gestaltet
- Landschloss im Neorokoko-Stil aus dem Anfang des 19. Jahrhunderts
- Klobušický-Landschloss im neoklassizistischen Stil aus dem Jahr 1872
- Wallfahrtsort westlich des Ortes